# ادواردو دوس سانتوس (بازیکن فوتبال، زاده ۱۹۸۰)
ادواردو دوس سانتوس (انگلیسی: Eduardo dos Santos؛ زادهٔ ۵ اوت ۱۹۸۰) بازیکن فوتبال اهل برزیل است که در پست مهاجم برای تیم Ríver بازی می‌کند.
از باشگاه‌هایی که در آن بازی کرده‌است می‌توان به باشگاه فوتبال گنگام، باشگاه فوتبال گراس‌هاپر زوریخ، باشگاه فوتبال متس، باشگاه ورزشی فورتالزا، باشگاه فوتبال آژاکسیو، باشگاه فوتبال لانس، و باشگاه فوتبال فلامینگو اشاره کرد.